# 喜連川義親
喜連川 義親（きつれがわ よしちか）は、江戸時代前期の下野国喜連川藩の世嗣。官位は河内守。

## 略歴
下野国喜連川藩初代藩主・喜連川頼氏の長男として誕生。母は古河公方足利義氏の娘・氏姫。幼名は梅千代王丸。
正室は松月院（榊原康政の養女・康政室花房氏の姪）。継室は養儼院（黒田直陣の娘。元・徳川家康側室。）。
母である氏姫が喜連川に入ることを拒み、古河城郊外の鴻巣御所に居住し続けていたため、義親も母と共に暮らした。母の死後も喜連川に入ることなく、父に先立ち29歳で病死した。法号は天燾院義山英公。墓所は徳源院。代わって長男・尊信が嫡子となった。